# Ambrosiana Milano 1995-1996
Questa voce raccoglie le informazioni riguardanti la Ambrosiana Milano, sponsorizzata Teorema Tour, nelle competizioni ufficiali della stagione 1995-96.

## Roster
- Stefano Agnesi
- José Vargas
- Massimo Sorrentino
- Giampaolo Paci
- Roberto Fazzi  (dal 17/12/1995)
- Maurizio Ragazzi
- Luca Ansaloni
- Roberto Gentile
- Sean Green
- Corrado Fumagalli
- Lorenzo Alberti
- Giuseppe Bosa

## Staff Tecnico
Allenatore:
- Luigi Bergamaschi (dal 10/11/1995)
- Carlo Recalcati (fino 08/11/1995)